# Јешива Меа шеарим
Јешива Меа шеарим се налази у истоименој четврти у Јерусалиму . Основана је 1885. године.
Директор јешиве био је рабин Јосеф Гершон Хоровиц, један од вођа покрета Мизрахи . Током британског мандата, зграда је служила као седиште Мизрахија у Јерусалиму.
Сала за учење на другом спрату има раскошно осликан плафон са приказима јеврејских светиња, јеврејских празника, библијских животиња и спомен обележја покојницима. Уметник Јицак Бек извео је радове на специјалним скелама изграђеним за њега.  Слике су почеле да пропадају са годинама и улажу се напори да се очувају. 

### Фотографије
- Спољашњи изглед
- Унутрашњост студијске сале
- Унутрашње степениште
- Спољни поглед